# Erich von Woedtke
Erich Felix Franz Viktor von Woedtke (* 9. April 1847 in Sydow; † 22. Februar 1902 in Wiesbaden) war ein deutscher Jurist und Verwaltungsbeamter. 

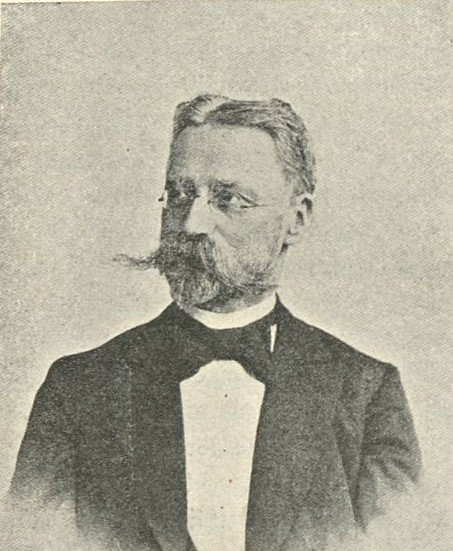
Erich von Woedtke

## Werdegang
Von Woedtke entstammte dem pommerschen Adelsgeschlecht Woedtke. Er studierte Rechtswissenschaft an der Königlichen Universität zu Greifswald, der Ruprecht-Karls-Universität Heidelberg und der Friedrich-Wilhelms-Universität zu Berlin, ehe er 1874 als Staatsanwalt und Gerichtsassessor in Mohrungen seine erste Anstellung antrat. Ab 1876 war er als Regierungsassessor in Köslin, Bromberg und Königsberg tätig. 1881 wurde er in das Preußische Ministerium für Handel und Gewerbe berufen, wo er 1882 zum Regierungsrat aufstieg. 1884 wurde er zum Geheimen Regierungsrat ernannt und damit Vortragender Rat im Reichsamt des Innern. 1889 wurde er zum Oberregierungsrat befördert und 1896 übernahm er als Direktor die Leitung der Sozialpolitischen Abteilung im Reichsamt des Innern. 
Von Woedtke arbeitete an der Ausarbeitung des am 6. Juli 1884 erlassenen Unfallversicherungsgesetzes mit. Begleitend veröffentlichte er einen Gesetzeskommentar und war damit Begründer des Typus des sogenannten Referentenkommentars im Sozialversicherungsrecht. In Folge von Anordnungen, Erlassen und Rundschreiben des Reichsversicherungsamts veröffentlichte er innerhalb von drei Jahren bis 1889 vier erweiterte Auflagen des Kommentars. 1889 war er zuständiger Referent – und damit hauptverantwortlich – für das Gesetz, betreffend die Invaliditäts- und Altersversicherung, mit dem die weltweit erste gesetzliche Rentenversicherung eingeführt und geregelt wurde. Gemeinsam mit Robert Bosse veröffentlichte er hier 1891 ebenso einen Referentenkommentar.
Unter von Woedtkes Leitung wurde 1899 die sogenannte Zuchthausvorlage, ein unter dem Titel „Gesetz zum Schutze des gewerblichen Arbeitsverhältnisses“ geplantes Gesetz zur Verfolgung der Sozialdemokratie und der Gewerkschaftsbewegung, ausgearbeitet. In diesem Zusammenhang wurde finanzielle Unterstützung durch die Industrie ersucht, dabei nahm er 12.000 Reichsmark für eine Propagandakampagne entgegen. Im Zuge des durch die Presse aufgedeckten Skandals musste er seinen Posten im Ministerium räumen – in der Presse wurde er dabei sinngemäß als Bauernopfer für seinen Vorgesetzten Arthur von Posadowsky-Wehner gesehen – und wurde zum Gründungspräsidenten des durch Erlass des Reichsgesetzes über die privaten Versicherungsunternehmungen vom 12. Mai 1901 neu geschaffenen Kaiserlichen Aufsichtsamts für Privatversicherung. Franz Erich Caspar wurde zu seinem Nachfolger als Direktor im Reichsamt des Innern. 
Nach von Woedtkes überraschendem Tod während eines mehrwöchigen Kuraufenthalts aufgrund eines Nierenleidens Anfang 1902 übernahm Ernst Gruner die Nachfolge an der Spitze des Aufsichtsamts.